# ザ パーク フロント ホテル アット ユニバーサル・スタジオ・ジャパン
ザ パーク フロント ホテル アット ユニバーサル・スタジオ・ジャパン®（英: The Park Front Hotel at Universal Studios Japan）とは、大阪市此花区にあるホテル。ユニバーサル・スタジオ・ジャパンオフィシャルホテルの一つ。東急ホテルズの中では「DISTINCTIVE SELECTION」の単独型ブランドに割り当てられている。

## 概要
ホテルは、アメリカをイメージした内装になっており、各フロア毎に過去から未来まで様々な種類のタイプが用意されている。
- スタンダードフロア - 1900年代アメリカ南部をイメージ。4 - 7階。
- スーペリアフロア - ボストン（8 - 11階）、マイアミ（12 - 15階）、カリフォルニア（16 - 20階）、ニューヨーク（21 - 25階）の各都市をコンセプトに、クラシック、アールデコ、モダン、ポップアートをイメージしたフロア構成。
- ラグジュアリーフロア - アメリカンフューチャーをモチーフにした26 - 28階の高層階フロア。パークビューフロアからはUSJ全体を見下ろすことが出来、専用のラグジュアリーデスクでのチェックイン、専用のカードキーをかざさないと当該フロアに停止しないセキュリティ付きのエレベーター等の設備がある。

## 施設概要

### 主な施設
- 客室：598室
- 駐車場：95台
- レストラン：ブッフェダイニング「アーカラ」
- タリーズコーヒー
- ストロベリーフェチ
- ウルフギャング・パック ピッツァバー
- ゴンチャ
- シェイク・シャック
- ローソン

### 建築概要
- 所在地：〒554-0024 大阪府大阪市此花区島屋6-2-52
- 階数：地上28階

## COVID-19対応
2019年から2020年にかけて発生したCOVID-19流行の際に病床が足りなくなるとの懸念から、大阪府が軽症者を収容するためのホテルの提供を呼びかけた際には、オーナーの三木谷が本ホテルの無償提供を申し出た。